# Sliezsky dom
Der Sliezsky dom (vollständig Horský hotel Sliezsky dom; deutsch Schlesierhaus, auch Schlesisches Haus, ungarisch Sziléziai-ház, polnisch Śląski Dom) ist ein Berghotel in der slowakischen Hohen Tatra. Er liegt in der Velická dolina (deutsch Felkaer Tal) am Südufer des Velické pleso (deutsch Felkersee) östlich des Bergmassivs von Gerlachovský štít (deutsch Gerlsdorfer Spitze) auf einer Höhe von 1670 m n.m.

## Geschichte

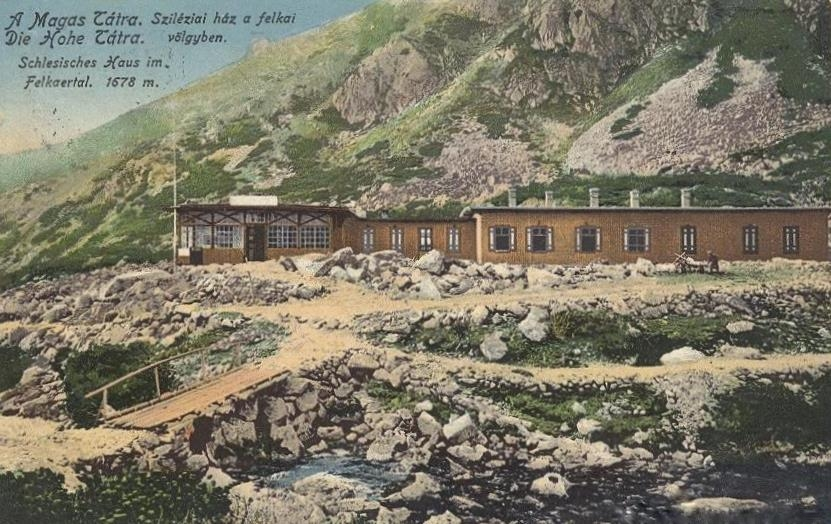
Historische Ansicht, 1908

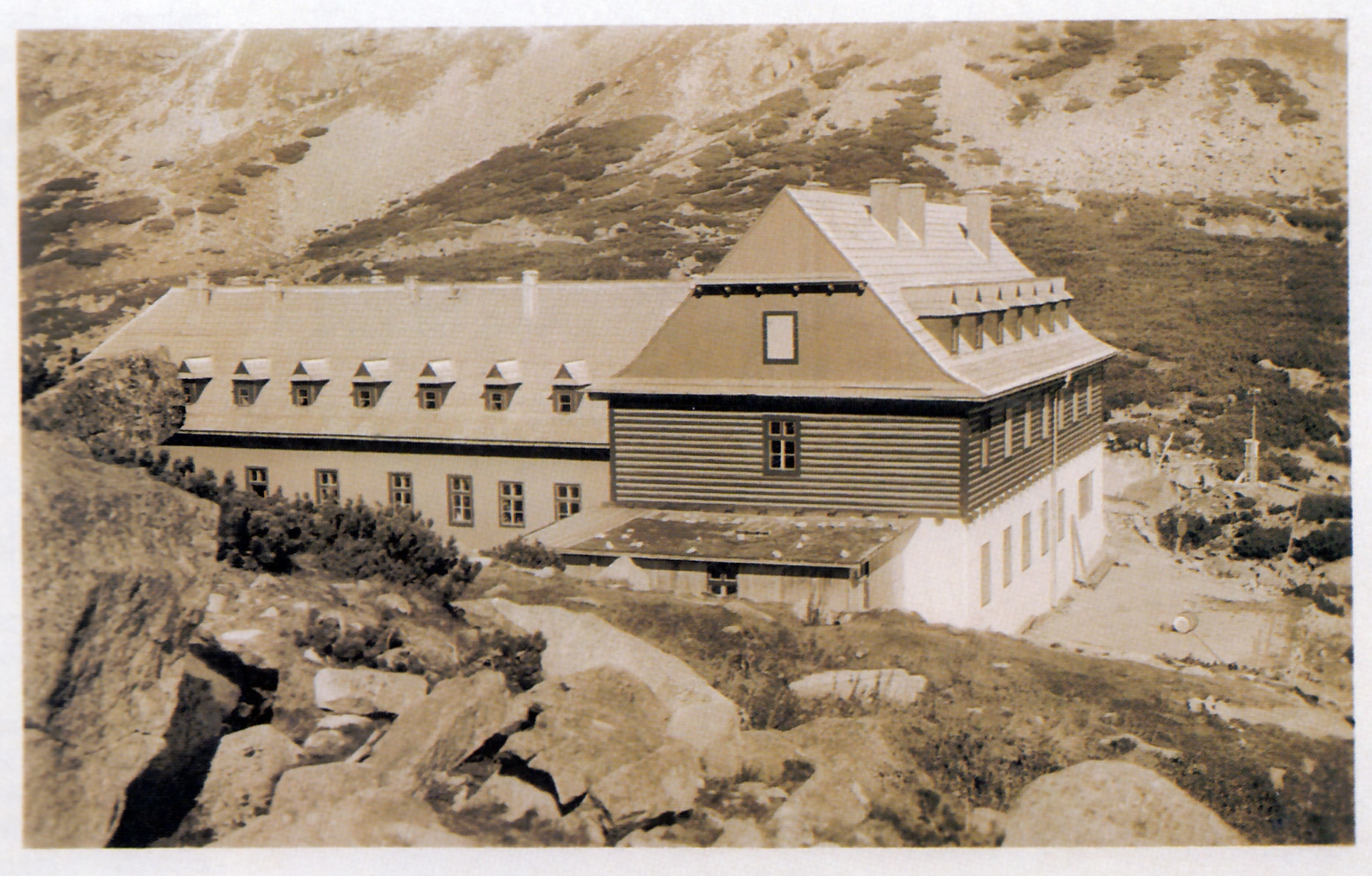
Historische Aufnahme, 1949

Eine erste Hütte am Ufer des Velické pleso war die Blásy-Hütte (auch Felkerseehütte genannt) aus dem Jahr 1871. Sie wurde von Eduard Blásy aus Veľká (deutsch Felka, heute Stadtteil von Poprad) erbaut, der sich maßgeblich am Aufbau des Tourismus in der Hohen Tatra verdient gemacht hatte und 1873 einer der Mitbegründer des Ungarischen Karpathenvereins war. Schon im März 1873 wurde diese Hütte durch eine Schneelawine zerstört. Die Ruinen sind bis heute sichtbar.
1875 erarbeitete der Ungarische Karpathenverein ein Projekt für eine große Schutzhütte unweit der zerstörten Blásy-Hütte, wegen Finanzmangel musste er aber mit einem kleineren Bauobjekt auskommen. Dieses wurde 1878 fertiggestellt und nach dem ungarischen Geographen und Mitglied der Ungarischen Akademie der Wissenschaften János Hunfalvy als Hunfalvyhütte benannt. Diese hatte neben einem Wohnraum eine Küche, Kammer und ein Zimmer für den Hüttenwart. Die immer wachsenden Besucherzahlen machten eine Erweiterung von Dienstleitung notwendig, deshalb entschloss sich die Schlesische Sektion des Ungarischen Karpathenvereins mit Sitz in Breslau, eine noch größere Hütte zu bauen. Diese wurde am 2. Juni 1895 unter Anwesenheit von 100 Gästen eröffnet. Paul Weszter, Eigentümer des Kurorts Weszterheim (heute Tatranská Polianka), stellte das benötigte Grundstück zur Verfügung und lieferte Holz für den Bau. Das Schlesierhaus wurde fortan die „neue Hütte“, bis die „alte“ Hunfalvyhütte, die zuletzt als Übernachtungsstelle für Lastträger und Bergführer diente, 1913 durch einen Brand vernichtet wurde.
Das eingeschossige und rechteckige Gebäude umfasste einen Essraum mit der Küche und vier Gästezimmern einerseits und zwei Kammern und weiteren vier Zimmern andererseits. Die Hütte wurde seither mehrmals um- und ausgebaut: zuerst im Jahr 1907, 1929 erhielt sie ein eigenes Kraftwerk, 1942 kamen durch einen Zubau weitere Gästezimmer hinzu. 1957–1959 wurde das erste Obergeschoss am ursprünglichen Grundriss gebaut. Bei den Arbeiten wurde erstmals ein Hubschrauber eingesetzt, der damals probeweise im Einsatz in der Hohen Tatra war. Die erneuerte Hütte stand ab 1959 mit 100 Betten, zwei Essräumen, einer Eingangshalle und einem Klubzimmer, bevor sie in der Nacht vom 29. zum 30. November 1962 völlig niederbrannte. Danach stand nur noch eine kleine Imbissstube und Einsatzstelle des Rettungsdienstes, bevor man sich nach einer dreijährigen Planungsphase entschied, ein modernes Berghotel an der Stelle der abgebrannten Hütte zu errichten. Die ausführenden Baufirmen waren Pozemné stavby aus Poprad und Hutní montáže aus Ostrava. Das neue Hotel mit höherer Kapazität (zuerst 130 Betten, später 148 Betten) und einem Gebäudevolumen von 9200 m³ wurde 1968 eröffnet und trägt weiter den alten Namen Sliezsky dom. Von 2009 bis 2011 wurde das Hotel generalsaniert.
Am 3. Juli 1995 besuchte der Papst Johannes Paul II. während seiner Slowakei-Reise nach seinem ausdrücklichen Wunsch das Berghotel. Eine Gedenktafel erinnert an dieses Ereignis, das unter Ausschluss der Öffentlichkeit stattfand. Einige Szenen für den Bollywood-Thriller Chehre (engl. Faces, 2021) wurden in der Gegend gedreht. Das Musikvideo „Štefan“ der slowakischen Band „Hrdza“ wurde im und beim Hotel gedreht.

## Touristische Wanderwege
Der Sliezsky dom ist an mehrere Wanderwege angeschlossen. Ein grün markierter Wanderweg führt von Tatranská Polianka auf einer Asphaltstraße entlang des Velický potok zum Hotel und geht weiter bis zum 2200 m n.m. hohen Sattel Poľský hrebeň weiter nördlich, weiter liegt der Sliezsky dom nahe dem roten Wanderweg Tatranská magistrála auf der Teilstrecke von Batizovské pleso westlich nach Hrebienok weiter östlich. Möglich ist auch eine Ankunft über einen gelben Wanderweg von Starý Smokovec und Nový Smokovec, der sich am Abzweig Nad Zrubami mit einem blau markierten Wanderweg von Tatranské Zruby vereinigt und am Abzweig Velická poľana, kurz vor dem Hotel, den schon erwähnten grünen Wanderweg trifft.